# 赵瑞英
赵瑞英（1930年—），女，满族，吉林永吉（一作黑龙江齐齐哈尔）人，中国雕塑家，中央美术学院雕塑研究所教授。